# Concilio de Bari
El Concilio de Bari -históricamente el segundo celebrado en esa ciudad- fue un concilio de la Iglesia Católica -de carácter no ecuménico- convocado por el Papa Urbano II y celebrado en  Bari durante los primeros días de octubre de 1098 . 

## Celebración y tema del concilio
El concilio fue convocado y presidido por el papa Urbano II, a él asistieron 185 prelados, entre ellos muchos obispos griegos procedentes del sur de Italia, mientras que el papa acudió acompañado de Anselmo de Canterbury. En el concilio, trató especialmente de las controversias entre griegos y latinos, cuestión especialmente relevante en ese momento ya que se había completado la primera fase de restitución a la jurisdicción de la iglesia de Roma de las numerosas iglesias del sur de Italia que hasta entonces habían estado bajo el patriarcado de Constantinopla: su propósito era resolver el problema teológico y eclesiológico producido por la actitud de Focio .

## La controversia teológica
Focio, con el apoyo del emperador Miguel III había sido nombrado patriarca de Constantinopla, tras la deposición por el emperador del patriarca Ignacio. Dentro de la disputa que se produjo entre los partidarios de Ignacio y los de Focio, este envío una carta encíclica a todos los obispos de la Iglesia oriental en la que impugnaba la adición del filioque al Credo, el celibato para los sacerdotes, la prohibición de que los sacerdotes celebren la Confirmación (derecho reservado a los obispos), el ayuno los sábados y el inicio de la Cuaresma el miércoles de ceniza; concluyendo declarando excomulgado al Papa Nicolás I. Aunque Focio fue depuesto como patriarca por el nuevo emperador Basilio, y el patriarca Ignacio volvió a ocupar la sede de Constantinopla, tras su muerte Focio volvió a ser elegido como patriarca. Desde ese puesto renovó la controversia doctrinal y teológica con Roma con motivo del IV Concilio de Constantinopla (879-880, y formalizo el cisma de Oriente respecto a la Iglesia de Roma.

## Las fuentes
Las fuentes relativas al Concilio de Bari son exclusivamente latinas y bastante escasas. Hay cuatro documentos narrativos: un pasaje del monje benedictino Eadmero de Canterbury insertado en la Vita Anselmi (retomado posteriormente, en forma más amplia, por el mismo autor en la Historia Novorum), una página del historiador benedictino William de Malmesbury, con una breve mención contenida en el Chronicon de Lupo Protospata y finalmente un pasaje bastante amplio  en el Chronicon de los Anónimos Barese. Las actas del concilio se han perdido. Las fuentes diplomáticas se limitan a la Carta del clero y del pueblo de Lucca dirigida a todos los cristianos y fechada en octubre de 1098, la Bula con la que Urbano II  da vida a la antigua diócesis de Agrigento (también fechada en octubre de 1098), la carta del Papa al señor de Benevento Ansone, la carta del Papa a los monjes de Montecassino, la carta enviada por el Papa Pascual II a San Anselmo de Aosta (Anselmo de Canterbury) en noviembre de 1102 y las dos cartas de Ildeberto di Lavardin, obispo de Le Mans, también dirigidas a San Anselmo.

## Las expectativas del Concilio
Estas fuentes permiten saber que el Concilio se celebró en Bari en la cripta de la iglesia de San Nicola, debidamente preparado por el arzobispo Elia, y que en él participaron unos 185 arzobispos, obispos y abades, un buen número de ellos de rito oriental, así como eclesiásticos de menor rango.
Urbano II, que había organizado el concilio con la colaboración del conde Roger, pretendía despejar el terreno de las dificultades teológicas y litúrgicas existentes entre el clero de rito bizantino y el clero de rito latino en el sur de Italia; fortalecer y endurecer las leyes canónicas contra la simonía y la matrimonio de sacerdotes, situaciones que eran favorecidas por la investidura de los beneficios eclesiásticos por parte de las autoridades laicas; resolver, a través de debates públicos o mediante comisiones especialmente creadas, los problemas entre las instituciones eclesiásticas individuales (en particular la refundación de la diócesis de Agrigento y las disputas entre los monjes de Montecassino, por un lado, y el abad de Santa Sofía de Benevento y la abadesa de Cingla por el otro); para juzgar la amarga lucha entre Anselmo de Aosta y Guillermo II de Inglaterra (conocido como el Rojo); y anunciar su intención de ir personalmente a Tierra Santa .
De todos estos objetivos Urbano II  logró: fortalecer la legislación canónica contra la simonía y la refundación de la diócesis de Agrigento, mientras que los intentos de unir los dos ritos, el bizantino y el latino, solo se lograron parcialmente.

## La aportación de San Anselmo
Especial importancia tuvo, desde el punto de vista teológico la aportación de San Anselmo, en relación con la controversia relativa al Filioque. Pues cuando los obispos griegos plantearon en el concilio la cuestión del Filoque, sobre la procesión del Espíritu Santo, el papa respondió con argumentos inspirados en un texto de San Anselmo: Epistola de incarnationes verbi (1094), en la que rechazaba la doctrina trinitaria de Roscelino de Compiégne. No habiendo conseguido aplacara la polémica, el papa llamó a San Anselmo, lo sentó junto a él, y le pidió que defendiese a la Iglesia en esa cuestión,  sobre la Encarnación del Verbo. Anselmo hizo su exposición el día siguiente, siendo alabado por su fe, ciencia y elocuencia por la asamblea; algunos de los asistentes le pidieron que pusiese esa exposición por escrito. Así lo hizo en De precesssione Spiritus Sancti.
En esta obra Sans Anselmo desarrolla ampliamente la cuestión, estructurando el tema del modo siguiente: los puntos de doctrina admitidos por los griegos (cap. 1); los argumentos teológicos y de las Sagrada Escritura en favor de la doctrina de la Iglesia de Roma (caps. 2-7), resolución de las objeciones de los griegos, tanto desde el punto de vista dogmático, como práctico por el uso de la cláusula del Filioque (cap. 13); y termina recapitulando la doctrina sobre la Santísima Trinidad (caps. 14-16).